# Grand Prix automobile de Belgique 2022
GP précédent GP suivant
Le Grand Prix automobile de Belgique 2022 (Formula 1 Rolex Belgian Grand Prix 2022) disputé le 28 août 2022 sur le circuit de Spa-Francorchamps, est la 1 071e épreuve du championnat du monde de Formule 1 courue depuis 1950. Il s'agit de la 77e édition du Grand Prix de Belgique, la soixante-sixième comptant pour le championnat du monde de Formule 1 et la quatorzième manche du championnat 2022.
Ce Grand Prix marque l'entrée dans la deuxième partie du championnat après la trêve estivale qui suit le Grand Prix de Hongrie. La grille de départ est totalement différente des qualifications puisque neuf pilotes accumulant les pénalités moteur, dont quatre ayant atteint la Q3 (dernière session des qualifications, accessible aux plus rapides), sont rejetés au fond ou obligés de partir depuis la voie des stands. Ainsi, Max Verstappen, auteur du meilleur temps, s'élance quatorzième ; il devançait de plus d'une demi-seconde Carlos Sainz Jr. qui, bien que frustré par cet écart, obtient la seconde pole position de sa carrière, accompagné en première ligne par Sergio Pérez. Quatrième et cinquième temps, Charles Leclerc et Esteban Ocon partent quinzième et seizième, permettant à Fernando Alonso de devancer Lewis Hamilton sur la deuxième ligne. Huitième et neuvième de la Q3, George Russell et Alexander Albon se partagent la troisième ligne. Daniel Ricciardo qui n'a pas atteint la Q3, part de la quatrième ligne tandis que Pierre Gasly, à cause d'un problème moteur s'élance de la voie des stands, de même que son coéquipier Yuki Tsunoda. Les coéquipiers Lance Stroll et Sebastian Vettel se partagent la cinquième ligne, Nicholas Latifi et Kevin Magnussen complètent la sixième ligne.
Évoluant, selon les propos de son coéquipier comme dans ceux de ses rivaux de Ferrari, « sur une autre planète », Max Verstappen taille son chemin dans le peloton, se retrouve en tête après seulement douze tours puis définitivement après le ballet des arrêts au stand en débordant Carlos Sainz dans la dix-huitième boucle ; il s'attribue ensuite le point du meilleur tour et remporte sa neuvième victoire de la saison avec plus de dix-sept secondes d'avance sur Sergio Pérez qui permet à Red Bull Racing d'obtenir son vingt-et-unième doublé. Après avoir gagné en Hongrie en partant du dixième rang, le Néerlandais s'impose, pour la vingt-neuvième fois de sa carrière, en s'élançant depuis la quatorzième place de la grille et en étalant sa supériorité combinée à celle de sa RB18 pour foncer vers un potentiel deuxième titre mondial consécutif. N'étant pas en mesure de rivaliser avec les Red Bull, Carlos Sainz sauve sa place sur le podium en maintenant un faible écart sur la Mercedes de George Russell.
Troisième sur la grille, Fernando Alonso est accroché par Lewis Hamilton après quelques virages, quand le septuple champion du monde le déborde et referme brutalement la porte ; les roues des monoplaces s'engrènent, la Mercedes décolle et retombe abimée au point qu'Hamilton abandonne, alors que l'Espagnol peut continuer. Dans le troisième tour, toute la stratégie de Charles Leclerc, déjà neuvième dans le sillage de Verstappen, est remise en cause par un tear-off (film de protection de visière) retiré par ce dernier, venu se loger dans l'écope de frein avant droit de la F1-75 et provoquant la surchauffe ; Il rentre au stand pour l'enlever et chausser des pneus medium, repartant dix-septième alors que Verstappen double un à un tous ses rivaux sur son chemin, en route vers la tête de la course. À deux boucles du but, Leclerc, cinquième devant Alonso, rentre chausser des pneus tendres pour remporter le point du meilleur tour en course. Ce pari s'avère doublement perdant puisqu'il ressort derrière Alonso, perd du temps à le doubler et n'est pas en mesure de battre le temps de Verstappen ; de plus, il est pénalisé de cinq secondes pour un excès de vitesse dans la voie des stands et laisse le cinquième rang à l'Espagnol pour se contenter des huit points de la sixième place. Auteur d'un premier double dépassement sur Ricciardo et Latifi au quinzième tour puis d'un second sur Vettel et Gasly au bout de la ligne droite de Kemmel au trente-cinquième tour, Esteban Ocon termine septième devant eux, Gasly marquant pour la première fois depuis le Grand Prix d'Azerbaïdjan alors qu'Alexander Albon prend le dernier point en jeu.
Avec 284 points, Verstappen a creusé un gouffre en tête du championnat, avec 93 points d'avance sur son plus proche poursuivant, son coéquipier Pérez (191 points) qui dépasse Leclerc (186 points) ; Helmut Marko affiche désormais comme objectif un doublé de ses pilotes au championnat du monde. Sainz, désormais quatrième (171 points) devance les pilotes Mercedes Russell (170 points) et Hamilton (146 points) ; plus loin, Norris reste septième (76 points), suivi par Ocon (64 points), Alonso (51 points) et Bottas (46 points). Chez les constructeurs, Red Bull Racing (475 points) prend le large devant Ferrari (357 points), Mercedes (316 points) complétant un trio nettement détaché ; Alpine, quatrième (115 points), prend de l'avance sur McLaren (95 points). Suivent Alfa Romeo (51 points), Haas (34 points), AlphaTauri (29 points), Aston Martin (24 points) et Williams (4 points).

## Contexte
En 2021, le Grand Prix de Belgique se déroule dans des conditions dantesques, sous un déluge de pluie qui perturbe d'abord les qualifications puis donne lieu à plusieurs reports de la course avant un départ, à 18 heures, derrière la voiture de sécurité, pour seulement trois boucles effectuées au ralenti ; le classement est établi sur un seul tour, ce qui occasionne l'épreuve la plus courte de l'histoire (6,880 km, Max Verstappen auteur de la pole position, déclaré vainqueur en trois minutes, ordre d'arrivée conforme à la grille de départ, aucun dépassement n'étant possible), avec la moitié des points attribués.
À la suite de cet événement polémique, la FIA prend, en février 2022, des décisions actant notamment le fait qu'il n'y aurait plus de points si la course fait deux tours ou moins, et aménageant le barème selon qu'elle fasse moins de 25 % de la distance prévue, de 25 % à 50 % puis de 50 % à 75 %, ce dernier pourcentage étant la limite au delà de laquelle la totalité des points est attribuée,.
Le Grand Prix de Belgique 2022 se déroule à guichets fermés ; dès le début avril, tous les billets sont vendus pour le dimanche de la course ; 100 000 places sont notamment acquises par 47 % de supporters néerlandais de Max Verstappen. Il ne restait plus que 3 000 billets à vendre pour le vendredi et les qualifications du samedi. Selon Vanessa Maes, organisatrice de la course pour la société Spa Grand Prix S.A. : « On n'a jamais connu un tel succès depuis que Spa Grand Prix existe, soit depuis 2007 ! ».

## Pneus disponibles
| Pneus pour piste sèche | Pneus pour piste sèche | Pneus pour piste sèche | Pneus pluie    | Pneus pluie |
| ---------------------- | ---------------------- | ---------------------- | -------------- | ----------- |
| Durs (Type C2)         | Medium (Type C3)       | Tendres (Type C4)      | Intermédiaires | Pluie       |

## Essais libres

### Première séance, le vendredi de 14 h à 15 h
| Pos. | Pilote           | Voiture               | Chrono         | Écart     |
| ---- | ---------------- | --------------------- | -------------- | --------- |
| 1    | Carlos Sainz Jr. | Ferrari               | 1 min 46 s 538 |           |
| 2    | Charles Leclerc  | Ferrari               | 1 min 46 s 607 | + 0 s 069 |
| 3    | Max Verstappen   | Red Bull              | 1 min 46 s 755 | + 0 s 217 |
| 4    | George Russell   | Mercedes              | 1 min 47 s 396 | + 0 s 858 |
| 5    | Lance Stroll     | Aston Martin-Mercedes | 1 min 47 s 437 | + 0 s 899 |
| 6    | Alexander Albon  | Williams-Mercedes     | 1 min 47 s 835 | + 1 s 297 |

- Le Néo-Zélandais Liam Lawson, pilote d'essais de la Scuderia AlphaTauri, remplace Pierre Gasly au volant de l'AlphaTauri AT03 pour cette session d'essais. Il réalise le 19e et dernier temps (Valtteri Bottas n'a pas enregistré de tour chronométré) en 1 min 52 s 065[7] ;
- À neuf minutes de la fin de séance, Kevin Magnussen gare sa Haas VF-22 en panne en bord de piste ce qui provoque un drapeau rouge. La séance est relancée après un quart d'heure d'interruption ; une averse s'abat ensuite sur le circuit durant les cinq dernières minutes[8].

### Deuxième séance, le vendredi de 17 h à 18 h
| Pos. | Pilote           | Voiture               | Chrono         | Écart     |
| ---- | ---------------- | --------------------- | -------------- | --------- |
| 1    | Max Verstappen   | Red Bull              | 1 min 45 s 507 |           |
| 2    | Charles Leclerc  | Ferrari               | 1 min 46 s 369 | + 0 s 862 |
| 3    | Lando Norris     | McLaren-Mercedes      | 1 min 46 s 589 | + 1 s 082 |
| 4    | Lance Stroll     | Aston Martin-Mercedes | 1 min 46 s 635 | + 1 s 128 |
| 5    | Carlos Sainz Jr. | Ferrari               | 1 min 46 s 649 | + 1 s 142 |
| 6    | Lewis Hamilton   | Mercedes              | 1 min 46 s 893 | + 1 s 386 |

### Troisième séance, le samedi de 13 h à 14 h
| Pos. | Pilote           | Voiture          | Chrono         | Écart     |
| ---- | ---------------- | ---------------- | -------------- | --------- |
| 1    | Sergio Pérez     | Red Bull         | 1 min 45 s 047 |           |
| 2    | Max Verstappen   | Red Bull         | 1 min 45 s 184 | + 0 s 137 |
| 3    | Carlos Sainz Jr. | Ferrari          | 1 min 45 s 824 | + 0 s 777 |
| 4    | Lando Norris     | McLaren-Mercedes | 1 min 45 s 965 | + 0 s 918 |
| 5    | Fernando Alonso  | Alpine-Renault   | 1 min 46 s 061 | + 1 s 014 |
| 6    | George Russell   | Mercedes         | 1 min 46 s 071 | + 1 s 024 |

## Séance de qualification

### Résultats des qualifications
| Pos.                                                                                      | Pilote           | Écurie                | Qualifications 1 | Qualifications 2 | Qualifications 3 |
| ----------------------------------------------------------------------------------------- | ---------------- | --------------------- | ---------------- | ---------------- | ---------------- |
| 1                                                                                         | Max Verstappen   | Red Bull              | 1 min 44 s 581   | 1 min 44 s 723   | 1 min 43 s 665   |
| 2                                                                                         | Carlos Sainz Jr. | Ferrari               | 1 min 45 s 050   | 1 min 45 s 418   | 1 min 44 s 297   |
| 3                                                                                         | Sergio Pérez     | Red Bull              | 1 min 45 s 377   | 1 min 44 s 794   | 1 min 44 s 462   |
| 4                                                                                         | Charles Leclerc  | Ferrari               | 1 min 45 s 572   | 1 min 44 s 551   | 1 min 44 s 553   |
| 5                                                                                         | Esteban Ocon     | Alpine-Renault        | 1 min 46 s 039   | 1 min 45 s 475   | 1 min 45 s 180   |
| 6                                                                                         | Fernando Alonso  | Alpine-Renault        | 1 min 46 s 075   | 1 min 45 s 552   | 1 min 45 s 368   |
| 7                                                                                         | Lewis Hamilton   | Mercedes              | 1 min 45 s 736   | 1 min 45 s 420   | 1 min 45 s 503   |
| 8                                                                                         | George Russell   | Mercedes              | 1 min 45 s 650   | 1 min 45 s 461   | 1 min 45 s 776   |
| 9                                                                                         | Alexander Albon  | Williams-Mercedes     | 1 min 45 s 672   | 1 min 45 s 675   | 1 min 45 s 837   |
| 10                                                                                        | Lando Norris     | McLaren-Mercedes      | 1 min 45 s 745   | 1 min 45 s 603   | 1 min 46 s 178   |
| 11                                                                                        | Daniel Ricciardo | McLaren-Mercedes      | 1 min 46 s 212   | 1 min 45 s 767   |                  |
| 12                                                                                        | Pierre Gasly     | AlphaTauri-Red Bull   | 1 min 46 s 183   | 1 min 45 s 827   |                  |
| 13                                                                                        | Zhou Guanyu      | Alfa Romeo-Ferrari    | 1 min 46 s 178   | 1 min 46 s 085   |                  |
| 14                                                                                        | Lance Stroll     | Aston Martin-Mercedes | 1 min 46 s 256   | 1 min 46 s 611   |                  |
| 15                                                                                        | Mick Schumacher  | Haas-Ferrari          | 1 min 46 s 342   | 1 min 47 s 718   |                  |
| 16                                                                                        | Sebastian Vettel | Aston Martin-Mercedes | 1 min 46 s 344   |                  |                  |
| 17                                                                                        | Nicholas Latifi  | Williams-Mercedes     | 1 min 46 s 401   |                  |                  |
| 18                                                                                        | Kevin Magnussen  | Haas-Ferrari          | 1 min 46 s 557   |                  |                  |
| 19                                                                                        | Yuki Tsunoda     | AlphaTauri-Red Bull   | 1 min 46 s 692   |                  |                  |
| 20                                                                                        | Valtteri Bottas  | Alfa Romeo-Ferrari    | 1 min 47 s 866   |                  |                  |
| Temps minimal à réaliser pour la qualification : 1 min 51 s 901 (107 % de 1 min 44 s 581) |                  |                       |                  |                  |                  |

- Afin que les commissaires de piste puissent réparer le rail de sécurité à l'entrée de Fagnes, endommagé lors d'un accident pendant les qualifications de la Porsche Supercup, les qualifications sont retardées de vingt-cinq minutes[12].

### Grille de départ
- Neuf pilotes sont pénalisés, directement rejetés en fond de grille ou obligés de partir de la voie des stands pour des changements de tout ou partie de leurs unités de puissance, ou problème mécanique, accumulant les places de pénalité. L'ordre de leur classement en qualifications détermine leur répartition de la quinzième à la vingtième place sur la grille[13].
- Valtteri Bottas, auteur du vingtième temps, combine des places de pénalité moteur (moteur thermique, turbocompresseur et MGU-H) avec des places de pénalité pour des pièces de sa boîte de vitesses. Comme il ne dépasse pas les 15 places pour le motif du moteur, il n'est pas renvoyé en fond de grille et, bénéficiant des pénalités infligées à ses rivaux, s'élance de la douzième place[14].
- Max Verstappen, auteur du meilleur temps, est pénalisé d'un recul en fond de grille après le changement de son unité de contrôle électronique, d'éléments de sa boîte de vitesses, de sa batterie, du moteur thermique, du turbocompresseur, du MGU-H et du MGU-K ; il s'élance treizième[14] ;
- Charles Leclerc, auteur du quatrième temps, est pénalisé d'un recul en fond de grille après le changement de son MGU-K, de sa batterie et de sa boîte de vitesses ; il s'élance quatorzième[14] ;
- Esteban Ocon, auteur du cinquième temps, est pénalisé d'un recul en fond de grille après le changement de son unité de contrôle électronique, de sa batterie, du moteur thermique, du turbocompresseur, du MGU-H et du MGU-K ; il s'élance quinzième[14] ;
- Lando Norris, auteur du dixième temps, est pénalisé d'un recul en fond de grille après le changement de son moteur thermique, du turbocompresseur et du MGU-K ; il s'élance seizième[14] ;
- Zhou Guanyu, auteur du treizième temps, est pénalisé d'un recul en fond de grille après le changement de son unité de contrôle électronique, de sa boîte de vitesses, du moteur thermique, du turbocompresseur et du MGU-H ; il s'élance dix-septième[14] ;
- Mick Schumacher, auteur du quinzième temps, est pénalisé d'un recul en fond de grille après le changement de son unité de contrôle électronique, de sa boîte de vitesses, du moteur thermique, du turbocompresseur, du MGU-H et du MGU-K ; il s'élance dix-huitième[14].
- Yuki Tsunoda, auteur du dix-neuvième temps, est pénalisé d'un départ depuis la voie des stands à la suite de la décision de son équipe de briser la règle du parc fermé pour permettre le changement du moteur thermique, du turbocompresseur, du MGU-H et du MGU-K[15],[16] ;
- Pierre Gasly, auteur du douzième temps, est pénalisé d'un départ depuis la voie des stands à cause d'un problème moteur réglé au dernier moment, ce qui fait que l'emplacement n°8 sur la grille de départ reste vide[17].

Ainsi, la pole position revient à Carlos Sainz Jr., deuxième des qualifications.
| Pos.    | Pilote           | Voiture               |
| ------- | ---------------- | --------------------- |
| 1       | Carlos Sainz Jr. | Ferrari               |
| 2       | Sergio Pérez     | Red Bull              |
| 3       | Fernando Alonso  | Alpine-Renault        |
| 4       | Lewis Hamilton   | Mercedes              |
| 5       | George Russell   | Mercedes              |
| 6       | Alexander Albon  | Williams-Mercedes     |
| 7       | Daniel Ricciardo | McLaren-Mercedes      |
| 8       | Emplacement vide |                       |
| 9       | Lance Stroll     | Aston Martin-Mercedes |
| 10      | Sebastian Vettel | Aston Martin-Mercedes |
| 11      | Nicholas Latifi  | Williams-Mercedes     |
| 12      | Kevin Magnussen  | Haas-Ferrari          |
| 13      | Valtteri Bottas  | Alfa Romeo-Ferrari    |
| 14      | Max Verstappen   | Red Bull              |
| 15      | Charles Leclerc  | Ferrari               |
| 16      | Esteban Ocon     | Alpine-Renault        |
| 17      | Lando Norris     | McLaren-Mercedes      |
| 18      | Zhou Guanyu      | Alfa Romeo-Ferrari    |
| 19      | Mick Schumacher  | Haas-Ferrari          |
| Pitlane | Yuki Tsunoda     | AlphaTauri-Red Bull   |
| Pitlane | Pierre Gasly     | AlphaTauri-Red Bull   |

## Course

### Classement de la course
| Pos. | no | Pilote           | Écurie                | Tours | Temps/Abandon                           | Grille  | Points |
| ---- | -- | ---------------- | --------------------- | ----- | --------------------------------------- | ------- | ------ |
| 1    | 1  | Max Verstappen   | Red Bull              | 44    | 1 h 25 min 52 s 894 (215,216 km/h)      | 14      | 25 + 1 |
| 2    | 11 | Sergio Pérez     | Red Bull              | 44    | + 17 s 841                              | 2       | 18     |
| 3    | 55 | Carlos Sainz Jr. | Ferrari               | 44    | + 26 s 886                              | 1       | 15     |
| 4    | 63 | George Russell   | Mercedes              | 44    | + 29 s 140                              | 5       | 12     |
| 5    | 14 | Fernando Alonso  | Alpine-Renault        | 44    | + 1 min 13 s 256                        | 3       | 10     |
| 6    | 16 | Charles Leclerc  | Ferrari               | 44    | + 1 min 14 s 936 (dont 5 s de pénalité) | 15      | 8      |
| 7    | 31 | Esteban Ocon     | Alpine-Renault        | 44    | + 1 min 15 s 640                        | 16      | 6      |
| 8    | 5  | Sebastian Vettel | Aston Martin-Mercedes | 44    | + 1 min 18 s 107                        | 10      | 4      |
| 9    | 10 | Pierre Gasly     | AlphaTauri-Red Bull   | 44    | + 1 min 32 s 181                        | Pitlane | 2      |
| 10   | 23 | Alexander Albon  | Williams-Mercedes     | 44    | + 1 min 41 s 900                        | 6       | 1      |
| 11   | 18 | Lance Stroll     | Aston Martin-Mercedes | 44    | + 1 min 43 s 078                        | 9       |        |
| 12   | 4  | Lando Norris     | McLaren-Mercedes      | 44    | + 1 min 44 s 739                        | 17      |        |
| 13   | 22 | Yuki Tsunoda     | AlphaTauri-Red Bull   | 44    | + 1 min 45 s 217                        | Pitlane |        |
| 14   | 24 | Zhou Guanyu      | Alfa Romeo-Ferrari    | 44    | + 1 min 46 s 252                        | 18      |        |
| 15   | 3  | Daniel Ricciardo | McLaren-Mercedes      | 44    | + 1 min 47 s 163                        | 7       |        |
| 16   | 20 | Kevin Magnussen  | Haas-Ferrari          | 43    | + 1 tour                                | 12      |        |
| 17   | 47 | Mick Schumacher  | Haas-Ferrari          | 43    | + 1 tour                                | 19      |        |
| 18   | 6  | Nicholas Latifi  | Williams-Mercedes     | 43    | + 1 tour                                | 11      |        |
| Abd. | 77 | Valtteri Bottas  | Alfa Romeo-Ferrari    | 1     | Accrochage                              | 13      |        |
| Abd. | 44 | Lewis Hamilton   | Mercedes              | 0     | Accrochage                              | 4       |        |

### Pole position et record du tour
- Pole position :  Carlos Sainz Jr. (Ferrari) en 1 min 44 s 297 (241,756 km/h)[20].
- Meilleur tour en course :  Max Verstappen (Red Bull) en 1 min 49 s 354 (230,576 km/h) au trente-deuxième tour ; vainqueur de la course, il remporte le point bonus associé au meilleur tour en course[21].

### Tours en tête
- Carlos Sainz Jr. (Ferrari) : 12 tours (1-10 / 16-17)[22]
- Sergio Pérez  (Red Bull) : 1 tour (11)
- Max Verstappen (Red Bull) : 31 tours (12-15 / 18-44)

## Classements généraux à l'issue de la course
| Pos. | Pilote           | Écurie                | Points |
| ---- | ---------------- | --------------------- | ------ |
| 1    | Max Verstappen   | Red Bull              | 284    |
| 2    | Sergio Pérez     | Red Bull              | 191    |
| 3    | Charles Leclerc  | Ferrari               | 186    |
| 4    | Carlos Sainz Jr. | Ferrari               | 171    |
| 5    | George Russell   | Mercedes              | 170    |
| 6    | Lewis Hamilton   | Mercedes              | 146    |
| 7    | Lando Norris     | McLaren-Mercedes      | 76     |
| 8    | Esteban Ocon     | Alpine-Renault        | 64     |
| 9    | Fernando Alonso  | Alpine-Renault        | 51     |
| 10   | Valtteri Bottas  | Alfa Romeo-Ferrari    | 46     |
| 11   | Kevin Magnussen  | Haas-Ferrari          | 22     |
| 12   | Sebastian Vettel | Aston Martin-Mercedes | 20     |
| 13   | Daniel Ricciardo | McLaren-Mercedes      | 19     |
| 14   | Pierre Gasly     | AlphaTauri-Red Bull   | 18     |
| 15   | Mick Schumacher  | Haas-Ferrari          | 12     |
| 16   | Yuki Tsunoda     | AlphaTauri-Red Bull   | 11     |
| 17   | Zhou Guanyu      | Alfa Romeo-Ferrari    | 5      |
| 18   | Alexander Albon  | Williams-Mercedes     | 4      |
| 19   | Lance Stroll     | Aston Martin-Mercedes | 4      |

| Pos. | Écurie                | Points |
| ---- | --------------------- | ------ |
| 1    | Red Bull              | 475    |
| 2    | Ferrari               | 357    |
| 3    | Mercedes              | 316    |
| 4    | Alpine-Renault        | 115    |
| 5    | McLaren-Mercedes      | 95     |
| 6    | Alfa Romeo-Ferrari    | 51     |
| 7    | Haas-Ferrari          | 34     |
| 8    | AlphaTauri-Red Bull   | 29     |
| 9    | Aston Martin-Mercedes | 24     |
| 10   | Williams-Mercedes     | 4      |

## Statistiques
Le Grand Prix de Belgique 2022 représente :
- la 2e pole position de Carlos Sainz Jr.[25] ;
- la 29e victoire de Max Verstappen, sa neuvième de la saison[26] ;
- la 85e victoire de Red Bull[27] ;
- la 10e victoire de Red Bull en tant que motoriste[28] ;
- le 21e doublé de Red Bull[29] ;
- le 100e départ en Formule 1 de Pierre Gasly[30].

Au cours de ce Grand Prix :
- Max Verstappen réalise le 20e meilleur tour en course de sa carrière[31] ;
- Carlos Sainz Jr. passe la barre des 700 points inscrits en Formule 1 (707,5 points)[32] ;
- Alexander Albon passe la barre des 200 points inscrits en Formule 1 (201 points)[33] ;
- Max Verstappen est élu « Pilote du jour » à l'issue d'un vote organisé sur le site officiel de la Formule 1[34] ;
- Enrique Bernoldi (28 Grands Prix disputés entre 2001 et 2002 avec Arrows) est nommé conseiller par la FIA pour aider dans leurs jugements le groupe des commissaires de course[35].